# 女王陛下の007
『女王陛下の007』（On Her Majesty’s Secret Service）は、イアン・フレミングの小説007シリーズ長編第10作（単行本としては11冊目）。1963年、ジョナサン・ケープより出版された。日本でも同年に『女王陛下の007号』のタイトルで早川書房から井上一夫訳によりハヤカワ・ポケット・ミステリで発売された。

## あらすじ
スペクターの首領ブロフェルドを探し回るのに飽き飽きし、イギリス秘密情報からの辞職を考えていたジェームズ・ボンドは、カジノ・ロワイヤルで現金を持たずに大金を賭けて負けたテレサ・ディ・ヴィセンゾ公爵夫人を助けた。テレサと一夜を共にしたボンドは、彼女の父で犯罪組織ユニオン・コルスの首領のマルク＝アンジュ・ドラコに拉致され、赤ん坊を亡くして絶望しているテレサと結婚してくれるように頼まれる。テレサに自分で立ち直らせるよう説得したボンドは、ドラコから礼としてブロフェルドがスイスに潜伏していることを聞く。
ブロフェルドは、ド・ブーヴィル伯爵の嗣子であると称し、その確認を英国紋章院に申し立てていた。ボンドは紋章院のヒラリー・ブレイ卿に成りすましてアルプスにあるブロフェルドの山荘「ピッツ・グロリア」に潜入し、彼がそこでアレルギー研究所を営んで10人のイギリス人女性たちに治療を施していることを知る。だが、正体が露見してボンドはスキーで脱出し、麓の町（サメーダン）でテレサと再会し共にロンドンへ帰還する。ボンドはブロフェルドが10人の女性たちを催眠術で操り、運ばせた生物兵器によって七面鳥や牛・豚・鶏・馬鈴薯などを全滅させ、イギリスの貨幣価値および国家の壊滅を企んでいることを知らされた。ボンドは、Mの黙認の下に、ドラコの協力を得てピッツ・グロリアを急襲、テレサを救出し研究所を破壊したが、ブロフェルドは逃がしてしまった。
ボンドはテレサと結婚し、アストンマーティン・DBSに乗って新婚旅行に出かけた。だが、2人を追い越したマセラッティに乗っていたのは、ブロフェルドであった。

## 主な登場人物
- ジェームズ・ボンド - 英国諜報部の殺人許可証を持つスパイ「007」。ヒラリー・ブレイ卿という紋章官になりすまし、ド・ブルーヴィル伯爵に接触しようとする。
- エルンスト・スタヴロ・ブロフェルド - 犯罪組織スペクター首領。「サンダーボール作戦」では核兵器による世界恐喝を007により阻止された。だが、NO.2[2]を名乗るこの男はまだ生きており、スイスにいるという情報をボンドは入手した。
- マルク＝アンジュ・ドラコ - コルシカ系マフィアのユニオン・コルスの首領。
- テレサ・ディ・ヴィセンゾ - ドラコの娘。イタリア人の伯爵と結婚するが離婚し、残った子供も死亡するという悲しい過去を持つ。
- バルタザール・ド・ブルーヴィル伯爵 - アルプスのピッツ・グロリアと呼ばれるアルプスの山頂を購入し、スキーリゾートを装った施設でアレルギー治療法を研究している。耳たぶがない。正体は容姿を変えたブロフェルド。
- イルマ・ブント - ブロフェルドの側近女性。スキー帽にジャケットの胸に頭文字の紋章をつけている。ピッツ・グロリアに滞在中の10人の女性の管理指導もしている。
- 10人のピッツ・グロリア滞在女性[3]
  - ルビー - 金髪で目の大きな快活な娘。10人のリーダー格でメンバーをヒラリー卿（ボンド）に紹介する。
  - ヴァイオレット - その名の通り、すみれ色のセーターを着た娘。
  - アン - 緑と金のプティ・ブラウスを着ている。
  - パール - ルビーの親友。緑のセーターを着ている。煙草を吸う。
  - エリザベス - テラスの床で長靴を鳴らして歩き、高い声で話す。会話に格言が混じる。
  - バーリル - おしゃべりでゴシップ好き。エリザベスと仲良し。ボンドに会話の中身を聴かれてしまう。
  - サラ - 従業員に暗所に連れ込まれる被害を受けた娘。告発によりその従業員は粛清されたらしい。

## 特記事項
- 作中に「滞在客には映画スターのウルスラ・アンドレスもいる」と記述がなされ、映画『007 ドクター・ノオ』を観た読者には解る趣向がある[4]。

## 出版
- イアン・フレミング 著、井上一夫 訳『女王陛下の007』早川書房〈ハヤカワ・ミステリ文庫〉、1999年1月。ISBN 9784151713569。改訳版
- Fleming, Ian (2003-9-2) (英語). On Her Majesty's Secret Service. Penguin. ISBN 9780142003251